# E. E. Clive
Edward Erskholme Clive, conocido simplemente como E. E. Clive (Monmouthshire, 28 de agosto de 1879-6 de junio de 1940) fue un actor de teatro galés y director que tuvo una prolífica carrera como actor en Gran Bretaña y América. También interpretó numerosos papeles secundarios en películas de Hollywood desde 1933 a su muerte.

## Biografía
Edward Erskholme Clive nació el 28 de agosto de 1879 en Blaenavon, Monmouthshire. Clive estudió la carrera de medicina, y realizó cuatro años de estudios de medicina en el Hospital de San Bartolomé antes de cambiar su profesión por la actuación, a los 22 años.
Viajó de gira por las provincias durante una década. Con ello, Clive se convirtió en un experto de cada tipo de dialecto regional de las islas británicas. Se trasladó a los EE. UU. en 1912, donde después de trabajar en el circuito Orpheum Vodevil creó su propia compañía de valores en Boston.
Durante la década de 1920, su compañía operaba en Hollywood. Entre sus actores de repertorio había recién llegados como Rosalind Russell. También trabajó en Broadway en varias obras de teatro. En su obituario en el New York Times se afirmó que actuó en 1.159 obras legítimos antes de entrar en las imágenes en movimiento.

## Carrera temprana
E. E. Clive hizo su debut en el cine como agente de policía de un pueblo de 1933 El hombre invisible, con Claude Rains. A continuación, pasó los siguientes siete años a aparecer en algunas tramas de soporte irónico y de rápida aparición, donde se retrata a menudo versiones cómicas de los estereotipos ingleses.
Actuó a menudo como mayordomo, periodista, aristócrata, comerciante y taxista durante su carrera de cortometrajes. Aunque sus papeles eran a menudo pequeños, Clive fue un actor muy conocido y prolífico de su tiempo. Entre sus papeles más conocidos estuvo el de burgomaestre incompetente en la novela de horror clásido La novia de Frankenstein, de James Whale. Apareció semiregularmente como Tenny el mayordomo en Bulldog Drummond, una serie B de Paramount Pictures protagonizada por John Howard. También actuó como mayordomo en otras películas como Bachelor Mother con David Niven y Ginger Rogers.
En 1939, Clive apareció en The Little Princess como el abogado Sr. Barrows, y las dos primeras películas clásicas de la serie de Sherlock Holmes protagonizada por Basil Rathbone. Uno de sus últimos papeles fue Sir William Lucas en la adaptación literatura de 1940 de la novela Orgullo y prejuicio, Pride and Prejudice, con Laurence Oliver y Greer Garson.
E. E. Clive murió el 6 de junio de 1940, a causa de in infarto agudo de miocardio, en su casa de Hollywood.

## Filmografía parcial
- El hombre invisible (1933)
- One More River (1934)
- Bulldog Drummond Strikes Back (1934)
- Charlie Chan in London (1934)
- The Mystery of Edwin Drood (1935)
- Bride of Frankenstein (1935)
- We're in the Money (1935)
- A Tale of Two Cities (1935)
- Captain Blood (1935)
- Little Lord Fauntleroy (1936)
- The Unguarded Hour (1936)
- Dracula's Daughter (1936)
- The Golden Arrow (1936)
- Trouble for Two (1936)
- Palm Springs (1936)
- Piccadilly Jim (1936)
- The Dark Hour (1936)
- Cain and Mabel (1936)
- Libeled Lady (1936)
- Isle of Fury (1936)
- La carga de la Brigada Ligera (1936)
- La fuga de Tarzán (1936)
- Lloyd's of London (1936)
- Bulldog Drummond Escapes (1937)
- On the Avenue (1937)
- Maid of Salem (1937)
- Ready, Willing and Able (1937)
- Personal Property (1937)
- Night Must Fall (1937)
- The Emperor's Candlesticks (1937)
- Bulldog Drummond Comes Back (1937)
- Danger – Love at Work (1937)
- It's Love I'm After (1937)
- Bulldog Drummond's Revenge (1937)
- Bulldog Drummond's Peril (1938)
- Kidnapped (1938)
- Bulldog Drummond in Africa (1938)
- Arrest Bulldog Drummond (1939)
- The Little Princess (1939)
- The Hound of the Baskervilles (1939)
- Bulldog Drummond's Secret Police (1939)
- Rose of Washington Square (1939)
- Man About Town (1939)
- Bachelor Mother (1939)
- Bulldog Drummond's Bride (1939)
- The Adventures of Sherlock Holmes (1939)
- Raffles (1939)
- The Earl of Chicago (1940)
- Congo Maisie (1940)
- Pride and Prejudice (1940)